# 示罗
示罗是希伯来圣经中提到的一座古代城市，位于以法莲山地，在伯特利以北，伯特利上示剑的大道以东，利波拿以南（士师记21:19）。在士师记时代是以色列人的宗教中心，约柜保存于此，每年有耶和华的节期。1838年，美国哲学家爱德华·罗宾逊确定了示罗的遗址就在今日西岸的Khirbet Seilun。向南10英里有一犹太定居点伯特利（Beth El）
2017年，考古學家在示羅傳聞當年約櫃停放處掘出大量動物骸骨，懷疑這些動物是祭獻用的犧牲。